# Костандян, Самвел Асатурович
Самве́л Асату́рович Костандя́н (арм. Սամվել Ասատուրի Կոստանդյան; 15 сентября 1966) — советский и армянский футболист, полузащитник, казахстанский тренер.

## Карьера

### Игрока
В 1984 году был зачислен в дубль «Арарата», где за сезон забил 2 мяча. В 1985—1986 годах не играл.
В 1987 году провёл 11 матчей за «Котайк». Сезон 1988 года начал в «Кубани», однако в составе не закрепился, сыграл лишь 2 встречи. В том же сезоне перешёл в ереванскую «Искру», проведя в новой команде 17 игр и забив 5 голов.
С 1989 по 1991 выступал за кироваканский клуб «Лори», в 24 матчах отметился 5 мячами. Завершал сезон 1991 года в «Спитаке», где провёл 33 игры и забил 13 голов.
С 1992 по 1994 год выступал за «Бананц», за который забил 41 мяч и стал одним из лучших бомбардиров клуба в его истории. С «Бананцем» дважды становился 3-м призёром чемпионата Армении в 1992 и 1993 годах, а также в 1992 году стал обладателем Кубка Армении.
Затем переехал в Казахстан, где с 1995 по 1996 год играл за карагандинский «Шахтёр», провёл 59 матчей, забил 13 голов и стал 3-м призёром чемпионата в 1995 году. С 1997 по 1998 год играл за павлодарский «Иртыш», в составе которого стал чемпионом Казахстана в 1997 году, 3-м призёром и обладателем Кубка в 1998 году. С 1999 по 2000 год снова выступал за «Шахтёр», сыграл 52 матча, забил 3 мяча.
В 1992 году сыграл 1 матч в составе сборной Армении: 14 октября в Ереване со сборной Молдовы.

### Тренера
В 2001 году до июля руководил карагандинским клубом «Шахтёр Испат-Кармет». После стал работать в клубе «Цесна», позднее ставшим «Кайрат Академией».
Некоторое время возглавлял юношескую сборную Казахстана (до 19 лет).

## Достижения

### Игрока
- «Бананц»
  - Бронзовый призёр чемпионате Армении: 1992, 1993
  - Обладатель Кубка Армении: 1992
- «Шахтёр» (Караганда)
  - Бронзовый призёр чемпионата Казахстана: 1995
- «Иртыш» (Павлодар)
  - Чемпион Казахстана: 1997
  - Бронзовый призёр чемпионата Казахстана: 1998
  - Обладатель Кубка Казахстана: 1997/98

### Тренера
- «Кайрат Академия»
  - Обладатель Кубка Казахстана: 2006
  - Финалист Кубка Казахстана: 2008